# Luke Rockhold
Luke Skyler Rockhold (Santa Cruz, California, 17 de octubre de 1984) es un artista marcial mixto estadounidense retirado. Es conocido por su tiempo en Ultimate Fighting Championship (UFC), donde compitió en la categorías de peso semipesado y peso mediano. Rockhold es un dos veces campeón mundial, habiendo sido Campeón Mundial de Peso Mediano de UFC y Campeón de Peso Mediano de Strikeforce.

## Carrera de artes marciales mixtas

### Ultimate Fighting Championship
Rockhold enfrentó a Vitor Belfort el 18 de mayo de 2013 en UFC on FX 8. Rockhold perdió la pelea por nocaut en la primera ronda, tras ser sorprendido con una patada giratoria de talón.
Rockhold enfrentó a Costa Philippou el 15 de enero de 2014 en UFC Fight Night 35. Rockhold ganó la pelea por nocaut técnico en la primera ronda, ganando así el premio al KO de la Noche.
Rockhold enfrentó a Tim Boetsch el 26 de abril de 2014 en UFC 172. Rockhold ganó la pelea por sumisión en la primera ronda.
Rockhold enfrentó a Michael Bisping el 8 de noviembre de 2014, en UFC Fight Night 55. Rockhold ganó la pelea por sumisión en la segunda ronda, ganando así el premio a la Actuación de la Noche.
Rockhold enfrentó a Lyoto Machida el 18 de abril de 2015, en UFC on Fox 15. Rockhold ganó la pelea por sumisión en al segunda ronda, ganando así el premio a la Actuación de la Noche.
Rockhold enfrentó a Chris Weidman por el campeonato de peso medio de UFC, en UFC 194. Rockhold ganó la pelea por nocaut técnico en la cuarta ronda, ganando así el campeonato. Tras el evento, ambos peleadores ganaron el premio a la Pelea de la Noche.
El 4 de junio de 2016, Rockhold enfrentó a Michael Bisping por el campeonato de peso medio de UFC en UFC 199. Rockhold perdió la pelea por nocaut en la primera ronda, perdiendo así el campeonato en su primer y única defensa.
El 27 de noviembre de 2016 en Melbourne, Australia el excampeón de peso medio de Strikeforce Ronaldo Souza y Rockhold iban a enfrentarse por segunda vez en su carrera en el combate estelar. No obstante, el 1 de noviembre se dio a conocer que Rockhold no participaría en el evento debido a un esguince en el ligamento cruzado anterior. Por lo tanto, la pelea de peso medio entre Robert Whittaker y Derek Brunson originalmente coestelar del evento fue programada combate estelar de la cartelera. 
Rockhold enfrentó al ex bicampeón de la WSOF David Branch el 16 de septiembre de 2017 en UFC Fight Night 116 después de estar fuera del octágono por casi 15 meses debido a lesiones. Ganó la pelea forzando a Branch a rendirse a base de golpes en la segunda ronda.
Rockhold estaba programado para pelear el 10 de febrero de 2018 en el UFC 221 contra el campeón de peso medio de UFC Robert Whittaker. El 13 de enero de 2018, se informó que Whittaker se retiró de su pelea contra Rockhold en el UFC 221 debido a una grave infección por estafilococos. Fue reemplazado por Yoel Romero en una pelea por el Campeonato Interino de Peso Medio de UFC. El ganador de esta pelea enfrentaría a Whittaker por una pelea de unificación. En el pesaje de UFC 221, Romero pesaba 187.7 libras, 2.7 libras por encima del límite máximo en una pelea por el campeonato de peso medio de las 185 libras. Como resultado, Romero no era elegible para ganar el campeonato incluso si ganaba la pelea. A Romero también se le impuso una multa del 30% de su bolsa, a favor de Rockhold. Después de un comienzo lento, Romero noqueó a Rockhold en la tercera ronda.
Rockhold estuvo brevemente relacionado con una pelea de peso semipesado contra Alexander Gustafsson el 4 de agosto de 2018 en el UFC 227. Sin embargo, Rockhold luego se re-lesionó la pierna en el entrenamiento y la pelea se canceló.
Se esperaba que tenga lugar una revancha con Chris Weidman el 3 de noviembre de 2018 en UFC 230. Sin embargo, el 19 de octubre de 2018 se informó que Luke se retiró de la pelea debido a una lesión, y fue reemplazado por Ronaldo Souza.

#### Subida a Peso Semipesado
En diciembre de 2018, Rockhold anunció que subiría de división a peso semipesado debió a los cortes de peso difíciles que le llevaron a numerosas lesiones durante el entrenamiento. El debut en peso semipesado de Rockhold se llevó a cabo contra Jan Błachowicz el 6 de julio de 2019, en UFC 239. Rockhold perdió la pelea por KO en el segundo asalto.

#### 2021 y posterior
Luego de una ausencia de dos años, Rockhold fue programado para enfrentar a Sean Strickland en una pelea de peso semipesado el 6 de noviembre de 2021, en UFC 268. Sin embargo, el 11 de octubre Rockhold se retiró de la pelea por una hernia discal.
Rockhold fue programado para enfrentar a Paulo Costa el 30 de julio de 2022, en UFC 277. Sin embargo, la pelea fue pospuesta al 20 de agosto, en UFC 278. Rockhold perdió la pelea por decisión unánime. Esta pelea lo hizo merecedor de su segundo premio de Pelea de la Noche. Rockhold se retiró de las artes marciales mixtas luego de la pelea. Aunque Rockhold se retiró de competir en MMA, expresó su interés en seguir una carrera en el boxeo. En enero de 2023, Rockhold aunció que había negociado su salida de su contrato con UFC y saldría del retiro para competir en otra organización de MMA.

## Carrera en otros deportes

### Grappling profesional
Rockhold enfrentó a Nick Rodriguez el 30 de noviembre de 2019, en Polaris 12. Perdió la pelea por decisión unánime.
Rockhold estaba programado para enfrentar a Craig Jones en un combate de grappling el 21 de septiembre de 2023, en Israel Fight Night, pero el evento fue cancelado.
Rockhold competirá en la división de 80 kg en el Invitacional inaugural de Craig Jones el 16 y 17 de agosto de 2024.

### Bare Knuckle Fighting Championship
El 1 de marzo de 2023, el presidente de BKFC, Dave Feldman, anunció que Rockhold había firmado con Bare Knuckle Fighting Championship . Hizo su debut contra Mike Perry en BKFC 41 el 29 de abril de 2023 y se retiró durante la pelea perdiendo por nocaut técnico. 

### Karate Combat
Rockhold hizo su debut en Karate Combat enfrentando a Joe Schilling el 20 de abril de 2024, en Karate Combat 45 en Dubái en una pelea en peso pactado de 195 libras.  Ganó la pelea por KO en el tercer asalto.

## Campeonatos y logros
- Ultimate Fighting Championship
  - Campeonato Mundial de Peso Medio de UFC (Una vez)
  - Actuación de la Noche (Dos veces) vs. Michael Bisping y Lyoto Machida[37][38]
  - Pelea de la Noche (Dos veces) vs. Chris Weidman y Paulo Costa[39][40]
  - KO de la Noche (Una vez)

- Strikeforce
  - Campeonato de Peso Mediano (Una vez; último)
    - Dos defensas consecutivas del título

  - Invicto en Strikeforce (9-0)
  - Mayor número de defensas consecutivas en la categoría de peso mediano (2)
  - Mayor número de defensas en la categoría de peso medio (2)

## Récord en artes marciales mixtas
| Récord profesional | Récord profesional | Récord profesional |
| 22 peleas          | 16 victorias       | 6 derrotas         |
| ------------------ | ------------------ | ------------------ |
| Nocaut             | 6                  | 5                  |
| Sumisión           | 8                  | 0                  |
| Decisión           | 2                  | 1                  |

| Resultado | Récord | Oponente        | Método                              | Evento                                          | Fecha                    | Ronda | Tiempo | Localización           | Notas |
| --------- | ------ | --------------- | ----------------------------------- | ----------------------------------------------- | ------------------------ | ----- | ------ | ---------------------- | --- |
| Derrota   | 16–6   | Paulo Costa     | Decisión (unánime)                  | UFC 278                                         | 20 de agosto de 2022     | 3     | 5:00   | Salt Lake City, Utah   | Regreso a peso mediano. Pelea de la Noche.                                                                                           |
| Derrota   | 16–5   | Jan Błachowicz  | KO (golpes)                         | UFC 239                                         | 6 de julio de 2019       | 2     | 1:39   | Paradise, Nevada       | Debut en peso semipesado. |
| Derrota   | 16–4   | Yoel Romero     | KO (golpes)                         | UFC 221                                         | 10 de febrero de 2018    | 3     | 1:48   | Perth                  | Por el Campeonato Interino de Peso Mediano de UFC. Romero no dio el peso (187.7 lbs) por lo que fue inelegible para ganar el título. |
| Victoria  | 16–3   | David Branch    | TKO (sumisión a golpes)             | UFC Fight Night: Rockhold vs. Branch            | 16 de septiembre de 2017 | 2     | 4:05   | Pittsburg, Pensilvania | |
| Derrota   | 15–3   | Michael Bisping | KO (golpes)                         | UFC 199                                         | 4 de junio de 2016       | 1     | 3:36   | Inglewood, California  | Perdió el Campeonato de Peso Mediano de UFC.                                                                                         |
| Victoria  | 15–2   | Chris Weidman   | TKO (golpes)                        | UFC 194                                         | 12 de diciembre de 2015  | 4     | 3:12   | Las Vegas, Nevada      | Ganó el Campeonato de Peso Mediano de UFC. Pelea de la Noche.                                                                        |
| Victoria  | 14–2   | Lyoto Machida   | Sumisión (rear-naked choke)         | UFC on Fox: Machida vs. Rockhold                | 18 de abril de 2015      | 2     | 2:31   | Newark, Nueva Jersey   | Actuación de la Noche. |
| Victoria  | 13–2   | Michael Bisping | Sumisión (guillotine choke)         | UFC Fight Night: Rockhold vs. Bisping           | 8 de noviembre de 2014   | 2     | 0:57   | Sídney                 | Actuación de la Noche. |
| Victoria  | 12–2   | Tim Boetsch     | Sumisión (inverted triangle kimura) | UFC 172                                         | 26 de abril de 2014      | 1     | 2:08   | Baltimore, Maryland    | |
| Victoria  | 11–2   | Costa Philippou | TKO (patada al cuerpo)              | UFC Fight Night: Rockhold vs. Philippou         | 15 de enero de 2014      | 1     | 2:31   | Duluth, Georgia        | KO de la Noche. |
| Derrota   | 10–2   | Vitor Belfort   | KO (patada giratoria y golpes)      | UFC on FX: Belfort vs. Rockhold                 | 18 de mayo de 2013       | 1     | 2:32   | Jaraguá do Sul         | Debut en UFC. |
| Victoria  | 10–1   | Tim Kennedy     | Decisión (unánime)                  | Strikeforce: Rockhold vs. Kennedy               | 14 de julio de 2012      | 5     | 5:00   | Portland, Oregón       | Defendió el Campeonato de Peso Mediano de Strikeforce.                                                                               |
| Victoria  | 9–1    | Keith Jardine   | TKO (golpes)                        | Strikeforce: Rockhold vs. Jardine               | 7 de enero de 2012       | 1     | 4:26   | Las Vegas, Nevada      | Defendió el Campeonato de Peso Mediano de Strikeforce.                                                                               |
| Victoria  | 8–1    | Ronaldo Souza   | Decisión (unánime)                  | Strikeforce: Barnett vs. Kharitonov             | 10 de septiembre de 2011 | 5     | 5:00   | Cincinnati, Ohio       | Ganó el Campeonato de Peso Mediano de Strikeforce.                                                                                   |
| Victoria  | 7–1    | Paul Bradley    | TKO (rodillazo al cuerpo)           | Strikeforce Challengers: Kaufman vs. Hashi      | 26 de febrero de 2010    | 1     | 2:24   | San José, California   | |
| Victoria  | 6–1    | Jesse Taylor    | Sumisión (rear-naked choke)         | Strikeforce Challengers: Gurgel vs. Evangelista | 6 de noviembre de 2009   | 1     | 3:42   | Fresno, California     | |
| Victoria  | 5–1    | Cory Devela     | Sumisión (rear-naked choke)         | Strikeforce Challengers: Villasenor vs. Cyborg  | 19 de junio de 2009      | 1     | 0:30   | Kent, Washington       | |
| Victoria  | 4–1    | Buck Meredith   | Sumisión (rear-naked choke)         | Strikeforce: Shamrock vs. Diaz                  | 11 de abril de 2009      | 1     | 4:07   | San José, California   | |
| Victoria  | 3–1    | Nik Theotikos   | Sumisión (rear-naked choke)         | Strikeforce: Destruction                        | 21 de noviembre de 2008  | 1     | 3:06   | San José, California   | |
| Victoria  | 2–1    | Josh Neal       | TKO (sumisión a golpes)             | Strikeforce: Young Guns II                      | 1 de febrero de 2008     | 1     | 1:49   | San José, California   | |
| Derrota   | 1–1    | Tony Rubalcava  | TKO (golpes)                        | MotM                                            | 6 de noviembre de 2007   | 1     | 2:46   | Friant, California     | |
| Victoria  | 1–0    | Mike Martinez   | Sumisión (armbar)                   | MotM                                            | 24 de julio de 2007      | 1     | 2:44   | Friant, California     | |

## Récord en Karate Combat
| Récord profesional | Récord profesional | Récord profesional |
| 1 pelea            | 1 victoria         | 9 derrotas         |
| ------------------ | ------------------ | ------------------ |
| Nocaut             | 1                  | 9                  |

| Resultado | Récord | Oponente      | Método       | Evento           | Fecha               | Ronda | Tiempo | Localización | Notas |
| --------- | ------ | ------------- | ------------ | ---------------- | ------------------- | ----- | ------ | ------------ | ----- |
| Victoria  | 1–0    | Joe Schilling | TKO (golpes) | Karate Combat 45 | 20 de abril de 2024 | 3     | 1:43   | Dubái        |       |

## Récord en Boxeo a puño limpio
| Récord profesional | Récord profesional | Récord profesional |
| 1 peleas           | 0 victorias        | 1 derrota          |
| ------------------ | ------------------ | ------------------ |
| Nocaut             | 0                  | 1                  |
| Decisión           | 0                  | 0                  |

| Resultado | Récord | Oponente   | Método       | Evento  | Fecha               | Ronda | Tiempo | Localización         | Notas |
| --------- | ------ | ---------- | ------------ | ------- | ------------------- | ----- | ------ | -------------------- | ----- |
| Derrota   | 0–1    | Mike Perry | TKO (retiro) | BKFC 41 | 29 de abril de 2023 | 2     | 1:15   | Broomfield, Colorado |       |

## Peleas en Pay-per-view

### MMA
| N.º | Evento  | Pelea                  | Fecha                 | Ciudad                                | Recinto     | Compras de PPV |
| --- | ------- | ---------------------- | --------------------- | ------------------------------------- | ----------- | -------------- |
| 1.  | UFC 199 | Rockhold vs. Bisping 2 | 4 de junio de 2016    | Inglewood, California, Estados Unidos | Kia Forum   | 283.000        |
| 2.  | UFC 221 | Romero vs. Rockhold    | 11 de febrero de 2018 | Perth, Western Australia, Australia   | Perth Arena | 130.000        |

### Bare knuckle Boxing
| N.º | Evento  | Pelea              | Fecha               | Ciudad                               | Recinto        | Compras de PPV |
| --- | ------- | ------------------ | ------------------- | ------------------------------------ | -------------- | -------------- |
| 1.  | BKFC 41 | Perry vs. Rockhold | 29 de abril de 2023 | Broomfield, Colorado, Estados Unidos | 1st Bank Arena | TBA            |